# Celleporella cornuta
Celleporella cornuta är en mossdjursart som först beskrevs av Busk 1854.  Celleporella cornuta ingår i släktet Celleporella och familjen Hippothoidae. Inga underarter finns listade i Catalogue of Life.